# Orin C. Smith
Orin C. Smith (* 26. Juni 1942 in Ryderwood, Cowlitz County; † 1. März 2018 in Jackson, Wyoming) war ein US-amerikanischer Manager.

## Leben und Wirken
Orin C. Smith schloss ein Studium an der University of Washington 1965 mit dem Bachelor ab und erlangte an der Harvard Business School 1967 den Abschluss als Master of Business Administration. Von 1969 bis 1977 und 1980 bis 1985 war Smith bei Deloitte & Touche tätig. Zwischenzeitlich war Smith Staatsbeamter des Staates Washington.
1990 begann Smith bei Starbucks als Vice President und Chief Financial Officer zu arbeiten. 1994 wurde er Chief Operating Officer und war von 2000 bis 2005 Vorsitzender des Vorstands. Smith leitete die weltweite Expansionsstrategie von Starbucks. Während der Tätigkeit von Orin C. Smith wurde Starbucks von einem Unternehmen regionaler Bedeutung im Großraum Seattle zu einer Gesellschaft mit mehr als 6000 Filialen weltweit.
Seit 2006 war er im Board of Directors der Walt Disney Company. Weiterhin war Smith Aufsichtsratsmitglied von Nike und der Versicherung Washington Mutual. Er war Mitglied des Verwaltungsrats der Conservation International und des Stiftungsrats der Universität von Washington sowie Präsident der Medizinischen Abteilung der Universität von Washington und der Starbucks Foundation.
Smith starb Anfang März 2018 im Alter von 75 Jahren an einer Krebserkrankung.